# 民族与民族主义 (著作)
《民族与民族主义》（Nations and Nationalism）是1983年由捷克社会人类学家厄内斯特·盖尔纳所写的一本关于民族主义的著作。他在书中提出，不是先有民族而后有民族主义，而是民族主义这种思潮发明了“民族”这一概念。盖尔纳后来也在他的其他著作中扩展了这一理论。本书被广泛认为是民族主义研究的重要著作。